# Echites darienensis
Echites darienensis är en oleanderväxtart som beskrevs av J.F. Morales. Echites darienensis ingår i släktet Echites och familjen oleanderväxter. Inga underarter finns listade i Catalogue of Life.